# Kościół katolicki w Boliwii
Kościół katolicki w Boliwii – według danych Narodowego Instytutu Statystyki z 2001 roku katolicy stanowią 77,99% ludności Boliwii. 
Katolicyzm ma status religii państwowej, a relacje pomiędzy państwem a Kościołem reguluje konkordat z 1951 roku.
Brak księży na terenach wiejskich spowodował wykształcenie się katolicyzmu ludowego, łączącego elementy wierzeń prekolumbijskich i chrześcijaństwa.
W Konstytucji Boliwii z 2009 roku został wprowadzony laicyzm.